# Resolutie 2199 Veiligheidsraad Verenigde Naties
Resolutie 2199 van de Veiligheidsraad van de Verenigde Naties werd op 12 februari 2015 unaniem aangenomen door de VN-Veiligheidsraad. De resolutie veroordeelde de handel in onder meer olie met de terreurgroepen ISIL en ANF in Syrië en Irak en herinnerde aan de eerder ingestelde sancties.

## Achtergrond
Nadat de Verenigde Staten in 2003 Irak binnenvielen en er het bestuur overnamen, raakte het land verzeild in een spiraal van sektarisch geweld en terreuraanslagen. In datzelfde jaar ontstond de terreurgroep Al Qaida in Irak (een voorloper van Islamitische Staat in Irak en de Levant), een splintergroep van Al Qaida. Toen in 2011 de burgeroorlog in buurland Syrië uitbrak werd de groepering ook daar actief. In 2014 begon ze onder de nieuwe naam ISIL een gewelddadig offensief tegen het nieuwe Iraakse leger en veroverde een groot deel van het land.
Begin 2012 werd de Al Qaida-afdeling in Syrië opgericht, Al-Nusra Front. Dit werd een van de strijdende partijen in Syrië. Al-Nusra Front stond bekend om het grof geweld tegen de niet-soennitische bevolking. In 2013 leek sprake van een samengaan met ISIL, maar het draaide uit op geweld tussen de twee onderling, waarop Al Qaida zich van ISIL distantieerde.

## Inhoud
De Veiligheidsraad had al eerder gezegd bijkomende maatregelen te willen nemen om de oliehandel die organisaties als ISIL en ANF zich financierden te verstoren, en financiële sancties speelden daarin een belangrijke rol. Er werd opgemerkt dat handel drijven met ISIL of ANF een schending was van de sancties die waren ingesteld middels resolutie 2161.
Naast olie en energiecentrales haalden de groeperingen ook inkomsten op uit afpersing, buitenlandse giften, losgelden en diefstal uit de gebieden die ze controleerden. Ook werd resolutie 2133 bevestigd, die opriep geen losgelden te betalen aangezien dat de terreurgroepen hielp uitbreiden, aanslagen plegen en hen aanzette tot nieuwe ontvoeringen. Landen moesten er ook voor zorgen dat de terreurgroepen geen toegang hadden tot het internationaal banksysteem.
Men was ook bezorgd over de verwoesting van cultureel erfgoed in Irak en Syrië. In overeenstemming met resolutie 1483 uit 2003 moesten landen maatregelen nemen tegen de illegale handel in archeologische, historische, culturele, bijzondere wetenschappelijke en religieuze objecten uit deze landen.

## Verwante resoluties
- Resolutie 2170 Veiligheidsraad Verenigde Naties
- Resolutie 2178 Veiligheidsraad Verenigde Naties

Lijst ·  2196 ·  2197 ·  2198 ·  2199 ·  2200 ·  2201 ·  2202 ·  2203 ·  2204 ·  2205 ·  2206 ·  2207 ·  2208 ·  2209 ·  2210 ·  2211 ·  2212 ·  2213 ·  2214 ·  2215 ·  2216 ·  2217 ·  2218 ·  2219 ·  2220 ·  2221 ·  2222 ·  2223 ·  2224 ·  2225 ·  2226 ·  2227 ·  2228 ·  2229 ·  2230 ·  2231 ·  2232 ·  2233 ·  2234 ·  2235 ·  2236 ·  2237 ·  2238 ·  2239 ·  2240 ·  2241 ·  2242 ·  2243 ·  2244 ·  2245 ·  2246 ·  2247 ·  2248 ·  2249 ·  2250 ·  2251 ·  2252 ·  2253 ·  2254 ·  2255 ·  2256 ·  2257 ·  2258 ·  2259